# Sanhon
Sanhon (en francès Saignon) és un municipi francès situat al departament de la Valclusa i a la regió de Provença – Alps – Costa Blava.

## Demografia
| 1962                                       | 1968 | 1975 | 1982 | 1990  | 1999 | 2006  | 2012  |
| ------------------------------------------ | ---- | ---- | ---- | ----- | ---- | ----- | ----- |
| 396                                        | 521  | 680  | 910  | 1.018 | 994  | 1.039 | 1.017 |
| Des de 1962: població sense dobles comptes |      |      |      |       |      |       |       |

## Administració
| Període   | Identitat            | Partit |
| --------- | -------------------- | ------ |
| 2001-2014 | Jacques Azzuro       | UMP    |
| 2014-     | Jean-Pierre Haucourt |        |